# Eugène Delaplanche
Eugène Delaplanche, nacido en la comuna de Belleville (Seine, actualmente barrio de París) el 28 de febrero de 1836 y fallecido en París el 10 de enero de 1891, fue un escultor francés.

## Biografía
Alumno de Francisque Duret, obtuvo el premio de Roma y estuvo pensionado en la Villa Médici de Roma de 1864 a 1867. En 1878 obtuvo la Medalla de Honor en el Salón de París.

### Estilo
Artista con talento flexible y sabio, Delaplanche fue particularmente apreciado durante el Segundo Imperio. Pero mientras que bajo Napoleón III, dominan el sensualismo, la abundancia de las formas y el estudio del movimiento, Delaplanche pertenece un grupo de jóvenes escultores alejados de estos gustos. El gran interés manifestado por estos escultores hacia la gracia florentina, se materializa en los efectos empleados de juegos de planos y drapeados, unificados por la figura que une la expresión con la sensibilidad. La tendencia que prevalece en la inmensa mayoría de estos artistas, es la del rechazo de la teoría junto a un afecto a las composiciones elaboradas, una repugnancia con respecto a los dogmas escolares y el realismo, pero una fe en la importancia del sujeto.

## Obras en los museos
- Museo de Orsay de París
  - Vierge au lys, mármol
  - L'Afrique, 1878, bronce, en el parvis del museo
  - Ève après le péché, 1869, mármol
  - Ève avant le péché, hacia 1891, mármol
- Infante subido en una tortuga, 1866, bronce, Marsella, Museo de Bellas Artes
- Alegoría del Aire, bronce, Compiègne, Musée Antoine Vivenel
- Alegoría del Agua, bronce, Compiègne, Museo Antoine Vivenel
- Estudio de una cabeza de monje, vers 1870, marbre, Le Puy-en-Velay, Museo Crozatier
- Sainte-Agnès, 1873, Iglesia de la Santa Cruz de Paulhan en Hérault
- La Educación maternal, 1875, plaza Samuel-Rousseau, París 7

## Galería

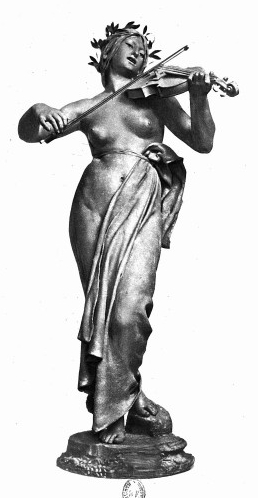
La Música (1870). Instalada frente a la Ópera Garnier

|  |  |  |